# Мак-Куллах, Джеймс
Джеймс Мак-Куллах (1809—1847) — британский ирландский физик-теоретик и геометр, с 1833 года академик Ирландской Академии наук.

## Биография
Родился около Плюмбриджа; когда ему было 10 лет, семья переехала в Страбан. С 1833 года был профессором математики в Тринити-колледже Дублина, с 1842 года — профессором натурфилософии в нём же. Как физик-оптик работал в основном в 1830-е годы, как геометр — в 1840-е. Покончил жизнь самоубийством — предположительно из-за того, что не мог предложить в последние годы жизни новых математических теорий.

## Научная деятельность
В области математики работал в первую очередь как геометр; в области физики его исследования были посвящены в первую очередь оптике, а также математической физике и электричеству. Его работы по геометрии оценивались не ниже, чем труды наиболее известных французских геометров его времени. По физике работы Мак-Куллаха носили также чисто математический характер. В его честь назван эллипсоид Мак-Куллаха, который он ввёл в задаче о вращении твёрдого тела. В 1839 году Мак-Куллах предложил теорию несжимаемого эфира, названную динамической теорией Мак-Куллага. Учёный исходил из того, что эфирная среда обладает необычными свойствами, а именно упругостью только в отношении вращения элементов эфира, и не оказывает никакого сопротивления другим  видам деформации. Эфир Мак-Кулаха может реагировать на возмущение в оптических процессах одним-единственным образом – поворотом какого-либо элемента своего объёма вокруг некоторой оси. Хотя  теория  Мак-Кулоха  была  математически безупречна (особенно известно было его геометрическое исследование найденной Френелем поверхности световой волны), она не получила признания. О теории Мак-Куллаха вспомнили после создания Максвеллом электромагнитной теории света (1864), потому что в части касающейся математических формул, обе теории совершенно совпадают. 

Работы Мак-Кулаха печатались в «Transactions of the В. Irish Academy» (тома XVI—XXII) и были собраны в «Collected Works» (Dublin University Press Series, 1880).